# Elysius gladysia
Elysius gladysia là một loài bướm đêm thuộc phân họ Arctiinae, họ Erebidae.